# بطولة الفرق الثنائية إن إكس تي
 أخف بطل وزناًبطولة الفرق الثنائية إن إكس تي]]البطل الذي استحقها بجدارةبطولة الفرق الثنائية إن إكس تي]]أثقل بطل وزناًبطولة الفرق الثنائية إن إكس تي]]
بطولة ان اكس تي الزوجي (بالإنجليزية: NXT Tag Team Championship)‏ هو عنوان تم إنشاؤها في 23 يناير 2013 والمستخدمة حاليا في اتحاد المصارعة العالمية للترفيه في عرض المواهب ان اكس تي يعتبر نيفل وكوري جريفز وفريق (انديسبوتيد ايرا) هم المصارعين أكثر فوز بها.

## احصائيات
- أول من فاز به: هو نيفل وكوري جريفز
- الأكثر فوز به: نيفل وكوري جريفز و(كايلي اوريلي) و (رودريك سترونغ) 2 مرات
- الأكثر حفاظا عليه: ذا اسينشن 364 يوما
- الأقل حفاظا عليه: تايلر بيت و ترينت سيفين يومان
- البطل الأكبر سنا: بوبي فيش 38 سنة
- البطل الأصغر سنا: تايلر بيت 21 سنة
- البطل الأثقل وزنا: ريزر واكاما 215 كيلوغرام
- البطل الأخف وزنا: سين كارا 90 كيلوغرام
- البطلان الحاليان هما مارسيل بارثيل و فابيان ايكنر بعد ان هزما مات ريدل و تيموثي ثاتشر في عرض NXT ليصبحا بطلا الفرق للمرة الاولي في مسيرتهم.

## وصلات خارجية
NXT TagTeam championship